# Hvis lyset tar oss
| Đánh giá chuyên môn | Đánh giá chuyên môn |
| Nguồn đánh giá      | Nguồn đánh giá      |
| Nguồn               | Đánh giá            |
| ------------------- | ------------------- |
| AllMusic            | [ 4 ]               |
| Sputnikmusic        | [ 5 ]               |

Hvis lyset tar oss (tiếng Na Uy, có nghĩa là Nếu ánh sáng đưa ta đi) là album phòng thu thứ ba của dự án black metal Burzum của Varg Vikernes. Nó được thu âm vào tháng 9 năm 1992, nhưng không được phát hành cho tới tận 1994 bởi Misanthropy Records và hãng đĩa riêng của Vikernes, Cymophane Productions. Đây được xem là một tác phẩm kinh điển trong giới black metal.

## Bối cảnh
Varg Vikernes thu âm bốn album đầu tiên cho Burzum từ tháng 1 năm 1992 tới tháng 3 năm 1993 tại Grieg Hall, Bergen. Tuy nhiên, thời gian chờ đợi phát hành được kéo dài ra, với khoảng thời gian nhiều tháng giữa khi thu âm và phát hành mỗi album. Trong thời gian này, Vikernes trở thành một phần của giới black metal Na Uy thời kỳ đầu và gặp mặt tay guitar Euronymous của Mayhem. Cả hai nảy sinh một mối hạn thù mà đỉnh điểm là khi Vikernes đâm Euronymous tới chết trong căn hộ riêng của tại Oslo vào tháng 7 năm 1993. Anh bị bắt vài ngày sau đó, và tháng 5 năm 1994, bị kết án 21 năm tù (mức án tối đa tại Na Uy) vì tội danh giết người và đốt nhà thờ.
Bìa đĩa xuất phát từ một bức vẽ của họa sĩ Theodor Kittelsen vào thế kỷ XIX tên Fattigmannen (The Pauper). Album này được Vikernes viết cho Fenriz của Darkthrone và "Demonas", có lẽ là Demonaz của Immortal. Những bản in quản bá được gửi đến fanzine có bài hát "Et hvitt lys over skogen" thay cho "Tomhet". "Et hvitt lys over skogen" sau đó có mặt trong album tổng hợp Presumed Guilty (1988).
Theo Vikernes, Hvis lyset tar oss là một album chủ đề về:
[...] thứ từng là, trước khi ánh sáng đưa chúng ta đi vào lâu đài của giấc mộng. Vào sự trống rỗng. Nó là thứ gì đó như: đề phòng ánh sáng Kitô, thứ sẽ đưa bạn đến sự suy đồi và hư không. Thứ mọi người gọi là ánh sáng thì với tôi là đêm tối. Hãy đêm tối và địa ngục, và bạn sẽ tìm thấy không gì ngoài sự tiến lên.

## Danh sách track
Tất cả các ca khúc được viết bởi Count Grishnackh.
| STT              | Nhan đề                                                         | Thời lượng |
| ---------------- | --------------------------------------------------------------- | ---------- |
| 1.               | "Det som en gang var" ("What Once Was")                         | 14:21      |
| 2.               | "Hvis lyset tar oss" ("If the Light Takes Us")                  | 8:04       |
| 3.               | "Inn i slottet fra droemmen" ("Into the Castle from the Dream") | 7:51       |
| 4.               | "Tomhet" ("Emptiness")                                          | 14:11      |
| Tổng thời lượng: | Tổng thời lượng:                                                | 44:27      |

## Thành phần tham gia
- Count Grishnackh (Varg Vikernes) – giọng, guitar, keyboard, bộ tổng hợp, trống, bass, sản xuất
- Pytten – sản xuất